# Sudoměřice (Hodoníni járás)
Sudoměřice település Csehországban, Hodoníni járásban. Sudoměřice Strážnice, Radějov, Rohatec, Petrov és Szakolca településekkel határos. Lakosainak száma 1253 fő (2024. január 1.).

## Népesség
A település lakosságának változását az alábbi diagram mutatja:
| Lakosok száma | 854  | 985  | 1002 | 1361 | 1253 | 1238 | 1282 | 1247 | 1199 | 1253 |
|               | 1869 | 1900 | 1921 | 1961 | 1980 | 2011 | 2016 | 2019 | 2021 | 2024 |